# Hotel Phoenix
Ej att förväxla med Hotell Phoenix i Åbo

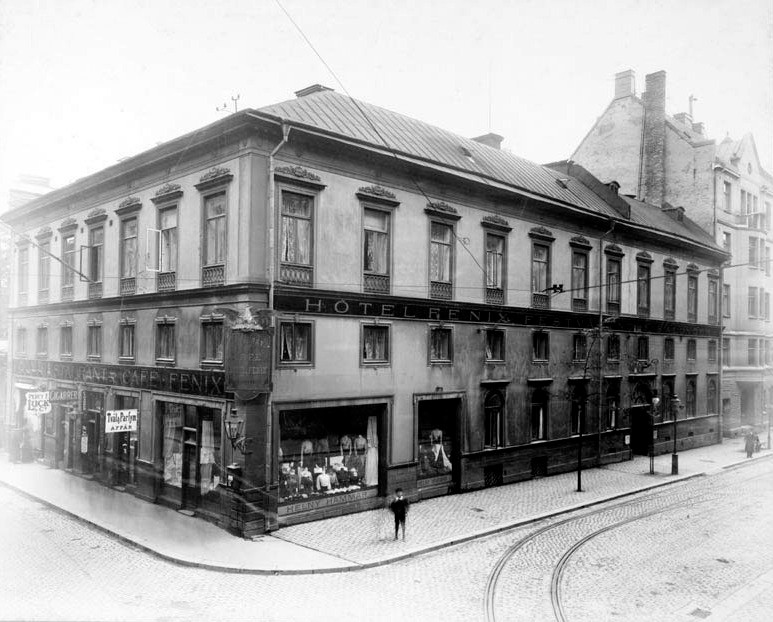
Hotel Fenix 1911. Spårvägsspåret leder in på Barnhusgatan.

Hotel Phoenix, (från år 1900 Fenix), var en restaurang i hörnet av Drottninggatan 71 C och Barnhusgatan i Stockholm.  Phoenix var Stockholms tidigaste förstklassiga restaurang, inredd med en för tiden ovanlig lyx. Det har givit namn på kvarteret Fenix på samma plats.

## Historik

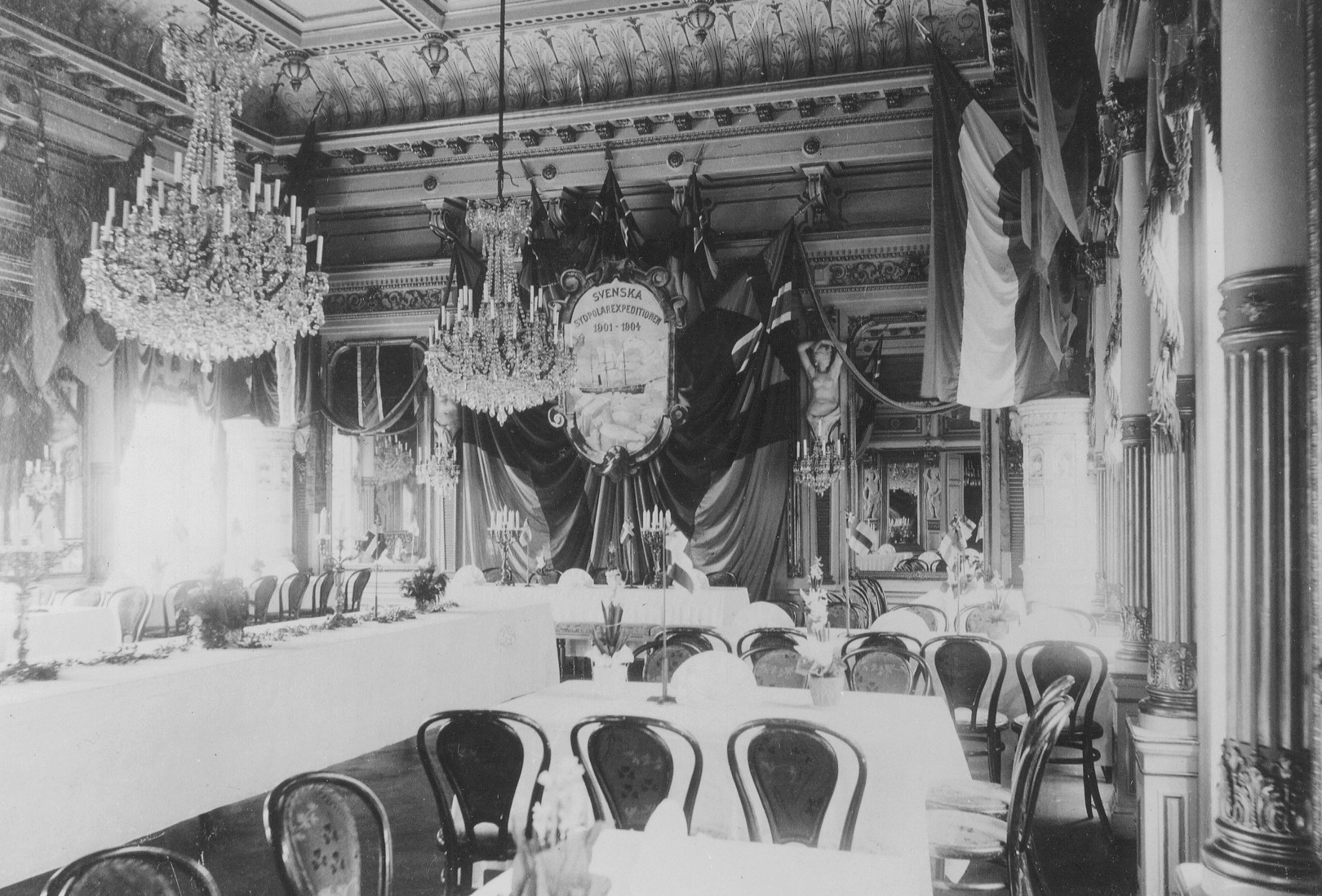
Hotel Fenix, festsalen 1902, smyckad med anledning av Svenska Sydpolarexpeditionen 1901-1904.

I maj 1844 hade den gamla krogen Barnhuskällaren brunnit ned till grunden. På dess plats lät konditorn Wilhelm Davidson uppföra ett påkostat hus vilket färdigställdes 1857 enligt Johan Fredrik Åboms ritningar. Husets exteriör samordnades Apoteket Nordstjernans fasader i andra ändan av kvarteret, vilket ritats av Åbom 1855 Hushörnet pryddes av en stor fågel Fenix som var hotellets emblem.
Via en ståtlig entré från Drottninggatan kom man in i källare och restauranglokalerna till vilka även hörde en större förgylld fest- och bankettsal. Mot Barnhusgatan vette Phoenix så kallade bakficka. Några rum för resande fanns inte, namnet till trots. Etablissemanget blev snabbt ett av stadens inneställen som stod värd för större fester och bröllop. Det var här August Blanche åt sitt livs sista frukost den 30 november 1868 innan han avled på Apoteket Ugglan.
På 1880-talet, då Stockholm växte snabbt kallades det för Byggmästarbörsen, då det var vid de så kallade grundläggarfrukostarna som de stora klippen uppgjordes.  År 1910 köptes fastigheten av direktören Carl Smitt. Han lät riva huset på Drottninggatan tillsammans med den norra av Davidsons paviljonger och istället uppföra det nya Fenixpalatset på Adolf Fredriks kyrkogata 10. Det nya palatset liksom bostadshuset på rivningstomten ritades av Hjalmar Westerlund.

## Händelser
- 28 maj 1863 - En stor fest, med 200 personer till bordet, hölls för ryske anarkisten Michail Bakunin med maka Antonia i Stockholm på Hotel Phoenix, där bland andra August Blanche hyllningstalarde, deklamerade dikter och utbringade skålar.
- Samme Blanche intog sin sista frukost på Phoenix bakficka den 30 november 1868 innan han begav sig mot Kungsträdgården för att bevittna avtäckandet av Karl XII:s staty. På vägen drabbades han av en hjärtinfarkt och avled på Apoteket Ugglan.